# بیت عیده (روستا)
 بیت عیده  (در عربی:  بیت عَیدة )
نام روستایی است در دهستان ذُوعَید از توابع استان مَحویت در کشور یمن در شبه جزیره عربستان.

## جمعیت
جمعیت آن (۲۰۱ ) نفر (۱۱ خانوار) می‌باشد.